# 3. ceremonia wręczenia nagród Stowarzyszenia Nowojorskich Krytyków Filmowych
3. ceremonia wręczenia nagród Stowarzyszenia Nowojorskich Krytyków Filmowych – odbyła się 9 stycznia 1938. Podczas gali wręczono nagrody w pięciu kategoriach – dla najlepszego filmu, reżysera, aktora, aktorki i filmu zagranicznego – za rok 1937.

## Laureaci i nominowani
Opracowano na podstawie materiału źródłowego:

### Najlepszy film
- Życie Emila Zoli
- Bohaterowie morza

### Najlepszy reżyser
- Gregory La Cava – Obcym wstęp wzbroniony
- Victor Fleming – Bohaterowie morza

### Najlepszy aktor
- Paul Muni – Życie Emila Zoli
- Spencer Tracy – Bohaterowie morza

### Najlepsza aktorka
- Greta Garbo – Dama kameliowa
- Katharine Hepburn – Obcym wstęp wzbroniony

### Najlepszy film zagraniczny
- Mayerling (Francja)
- Delegat floty (ZSRR)